# Walter Bagehot
Walter Bagehot (Langport, 3 febbraio 1826 – Langport, 24 marzo 1877) è stato un giornalista britannico, che scrisse di politica, affari economici ed argomenti correlati.

## Biografia

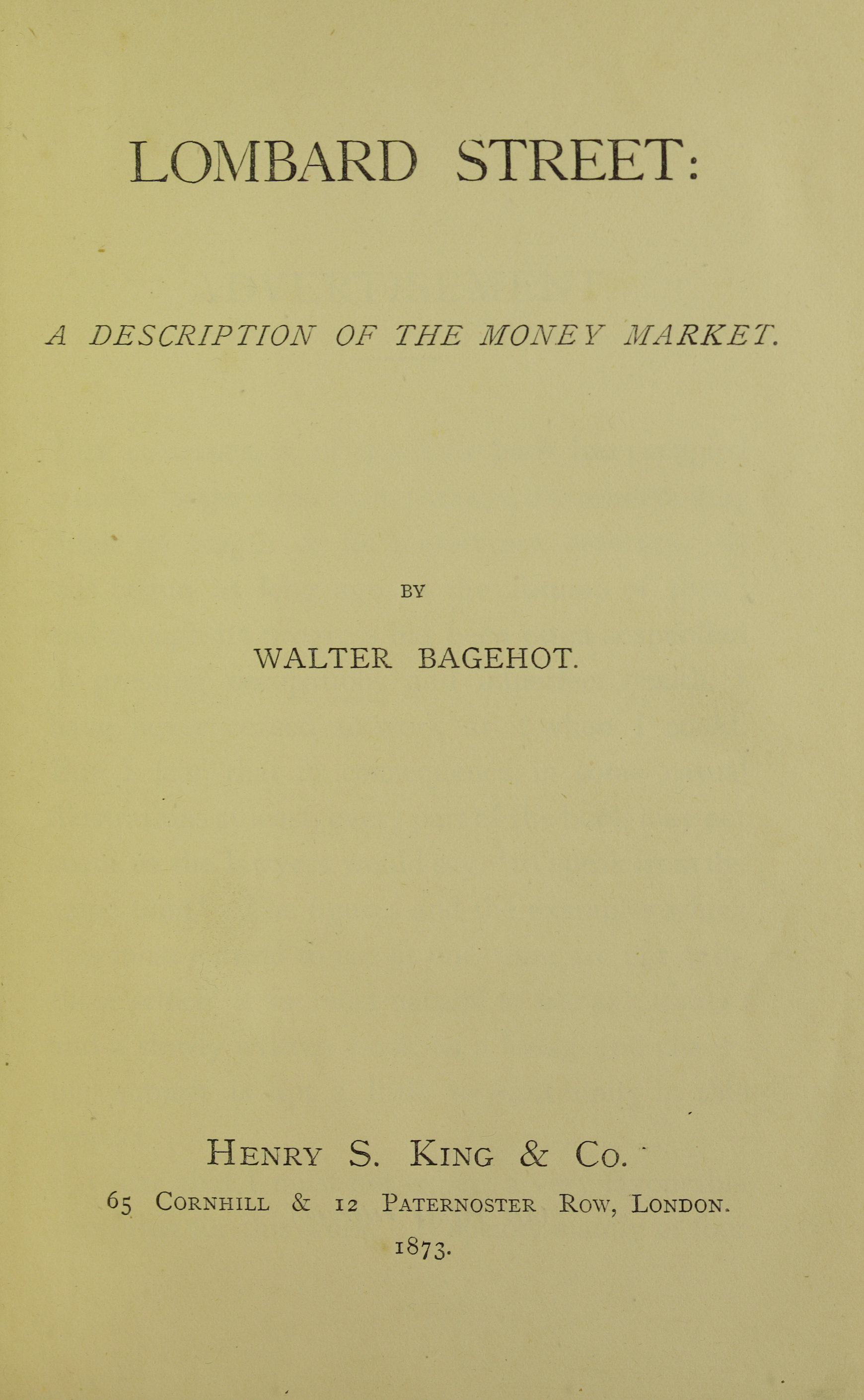
Lombard Street, 1873

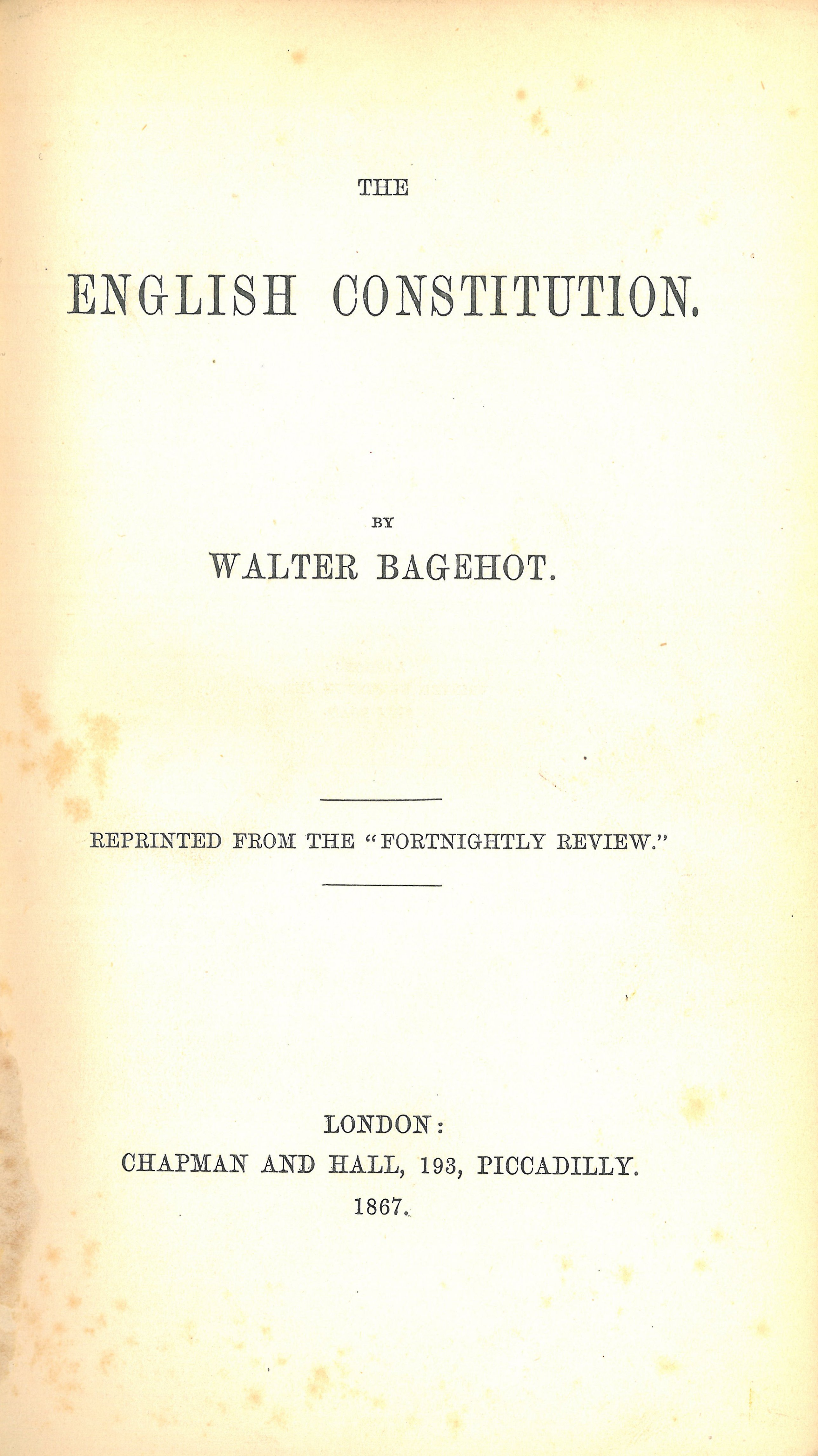
Frontespizio della prima edizione di The English Constitutiondi Bagehot, 1867

Bagehot nacque nel Somerset. Frequentò la University College London, dove conseguì una laurea specialistica nel 1848. Fu nominato patrocinante per la Corona, ma non praticò, e si associò al padre nell'attività bancaria. Scrisse per svariati giornali, ma acquistò fama come iniziale direttore del quotidiano The Economist, il quale fu fondato dal suo suocero James Wilson.
Dopo avere assunto la direzione nel 1861, espanse la pubblicazione della cronaca agli Stati Uniti e alle politiche, e tale scelta aumentò l'influenza della cronaca sulle decisioni politiche.

## Opere
Nel 1867, scrisse un libro intitolato La costituzione inglese nella quale esplora la costituzione del Regno Unito, specificamente il funzionamento del parlamento e della monarchia inglese, e i contrasti fra il governo inglese e quello americano.
Il saggio, tradotto in diverse lingue, è un'opera standard per studiare il costituzionalismo.
Dai suoi contributi alla teoria sociologica per mezzo di indagini storiche, Bagehot può essere paragonato al suo contemporaneo Henry Sumner Maine; in tale campo, scrisse Physics and Politics.
Il suo contributo alla scienza economica è nel libro Lombard Street (1873), una preziosa opera finanziaria.
Una collezione di saggi, biografici ed economici, furono pubblicati dopo la sua morte.
In onore ai suoi conseguimenti, The Economist titolò a suo nome la rubrica settimanale sulle politiche inglesi e ogni anno il British Political Studies Association assegna il Walter Bagehot Prize alla migliore dissertazione nel campo dell'amministrazione pubblica e governativa.